# 1929 في الولايات المتحدة
فيما يلي قوائم الأحداث التي وقعت خلال عام 1929 في الولايات المتحدة.

## سياسة

### تعيين في المنصب
- 1 يناير – تشارلز توبي حاكم نيو هامبشاير [الإنجليزية]‏.
- 1 يناير – فرانكلين روزفلت حاكم نيويورك [الإنجليزية]‏.
- 7 يناير – جون كالهون فيليبس حاكم ولاية أريزونا  [لغات أخرى]‏.
- 14 يناير – كلايد مارتن ريد حاكم كانساس [الإنجليزية]‏.
- 4 مارس – رايت باتمان عضو مجلس النواب الأمريكي.
- 4 مارس – لو هوفر السيدة الأولى للولايات المتحدة.
- 4 مارس – هربرت هوفر رئيس الولايات المتحدة.
- 4 مارس – وليام د ميتشل نائب عام الولايات المتحدة.
- 4 مارس – وليام غ. كونلي حاكم فرجينيا الغربية  [لغات أخرى]‏.
- 5 مارس – تشارلز فرانسيس آدمز الثالث الأمين العام.
- 6 مارس – آرثر ماستيك هايد وزير الزراعة في الولايات المتحدة.
- 20 مارس – وليام جودسون هولواي حاكم أوكلاهوما [الإنجليزية]‏.
- 28 مارس – هنري ستيمسون وزير الخارجية الأمريكي.
- 9 ديسمبر – باتريك جيه هيرلي وزير حرب الولايات المتحدة.

### انتهاء فترة المنصب
- 1 يناير – رايت باتمان المدعي العام [الإنجليزية]‏.
- 7 يناير – فريد أر.زيمرمان حاكم ولاية ويسكونسن [الإنجليزية]‏.
- 11 يناير – أنغوس ويلتون ماكلين حاكم كارولينا الشمالية [الإنجليزية]‏.
- 3 مارس – هاري ستيوارت نيو مدير مكتب البريد العام في الولايات المتحدة [الإنجليزية]‏.
- 4 مارس – ادوارد ارفيج ادواردز عضو مجلس الشيوخ الأمريكي.
- 4 مارس – تشارلز كورتيس عضو مجلس الشيوخ الأمريكي.
- 4 مارس – جون جي سارجنت نائب عام الولايات المتحدة.
- 4 مارس – دوايت دافيس وزير الدفاع الأمريكي.
- 4 مارس – غريس كوليدج السيدة الأولى للولايات المتحدة.
- 4 مارس – كالفين كوليدج رئيس الولايات المتحدة.
- 4 مارس – هوارد مسون غور حاكم فرجينيا الغربية  [لغات أخرى]‏.
- 4 مارس – وليام د ميتشل النائب العام للولايات المتحدة [الإنجليزية]‏.
- 4 مارس – وليام ماريون جاردين وزير الزراعة في الولايات المتحدة.
- 28 مارس – فرانك بيلينجز كيلوج وزير الخارجية الأمريكي.

## ظهور
- 1 يناير – قصص العجائب
- 1 يناير – وداعا للسلاح كتاب من تأليف إرنست همينغوي.

## أفلام
من الأفلام التي صدرت هذه السنة في الولايات المتحدة:
- 1 يناير – الادعاء من إخراج رولاند ويست.
- 1 يناير – السيدة المقدسة من إخراج فرانك لويد.
- 1 يناير – المتدللة من إخراج H. Bruce Humberstone [الإنجليزية]‏، سام تايلور (ممثل).
- 1 يناير – جسر سان لويس راي من إخراج Charles Brabin [الإنجليزية]‏.
- 1 يناير – عندما يخون الرجال من إخراج أوسكار ميشو.
- 1 يناير – لحن برودواي من إخراج هاري بومونت.
- 1 يناير – منوعات هوليوود المسرحية 1929 من إخراج تشارلز ريزنر.
- 1 يناير – موكب الحب من إخراج إرنست لوبيتش.
- 1 يناير – يوم مثالي من إخراج جيمس باروت.
- 6 أكتوبر – مغني الجاز من إخراج آلان كروسلاند.

## كتب
من الكتب التي صدرت هذه السنة في الولايات المتحدة:
- 1 يناير – الصخب والعنف من تأليف ويليام فوكنر.
- 1 يناير – سيمارون من تأليف إدنا فيربر.
- 1 يناير – وداعا للسلاح من تأليف إرنست همينغوي.
- 29 يناير – كل شيء هادىء على الجبهة الغربية من تأليف إريك ماريا ريمارك.

## مواليد

### يناير
- 1 يناير – إليزابيث رومر عالمة فلك أمريكية.[1]
- 1 يناير – جون موني مهندس من الولايات المتحدة الأمريكية.
- 1 يناير – لاري كينغ[2]
- 1 يناير – نورمان بيكر مستكشف من الولايات المتحدة الأمريكية.
- 1 يناير – هربرت موهرينغ عالم اقتصاد أمريكي.
- 2 يناير – دون هيك فنان قصص مصورة أمريكي.[3]
- 3 يناير – غوردون مور[4]
- 8 يناير – سكوت ميلن ماثيسون سياسي أمريكي.[5]
- 13 يناير – سلوى روزفلت[6]
- 14 يناير – بيلي ووكر موسيقي أمريكي.[7]
- 15 يناير – إيرل هوكر موسيقي من الولايات المتحدة الأمريكية.[8]
- 15 يناير – جون هوارد جيبونز فيزيائي أمريكي.
- 15 يناير – مارتن لوثر كينغ الابن زعيم أمريكي من أصول أفريقية ومن المناضلين لحركة التمييز العنصري.[9]
- 16 يناير – الارد كينيث وينشتاين سياسي أمريكي.[10]
- 25 يناير – إد بيتش لاعب كرة سلة أمريكي.
- 28 يناير – إديث فلانيغن كيميائية أمريكية.
- 28 يناير – غلين فيرغسون دبلوماسي أمريكي.[11]
- 29 يناير – جيري هويت[12]
- 30 يناير – روجر شيبرد عالم نفس أمريكي.[13]

### فبراير
- 2 فبراير – جون هنري هولاند[14]
- 3 فبراير – إلمر بهنكي لاعب كرة سلة أمريكي.
- 4 فبراير – جيري أدلر ممثل أمريكي.[15]
- 4 فبراير – نيل جونستون
- 10 فبراير – جيري غولدسميث[16]
- 14 فبراير – ألان ميلر ممثل أمريكي.
- 15 فبراير – جيمس شليسنجر سياسي أمريكي.[17]
- 25 فبراير – جيروم كاجان عالم نفس أمريكي.[18]
- 26 فبراير – رون هايز

### مارس
- 6 مارس – نانسي تشافي لاعبة كرة مضرب أمريكية.
- 10 مارس – هاري بوجين
- 11 مارس – تيموثي كاري ممثل أمريكي.[19]
- 13 مارس – بيل كانينغهام مصور أمريكي.[20]
- 13 مارس – جوزيف ماسكولو ممثل أمريكي.[21]
- 17 مارس – فلورينس هاو كاتب أمريكي.
- 19 مارس – جيم فيلان
- 29 مارس – ريتشارد ليوونتين[22]
- 30 مارس – ريتشارد ديسارت[23]

### أبريل
- 1 أبريل – جين باول ممثلة أمريكية.[24]
- 5 أبريل – وليام لويس كولبيرتسون[25]
- 14 أبريل – وليام ثورنتون رائد فضاء أمريكي.
- 17 أبريل – مايكل فوريست[26]
- 28 أبريل – أندريه روبرت عالم أرصاد من الولايات المتحدة الأمريكية.

### مايو
- 1 مايو – سوني جيمس موسيقي أمريكي.[27]
- 6 مايو – بول لاوتربر كيميائي أمريكي.[28]
- 7 مايو – رالف غوموري رياضياتي أمريكي.
- 10 مايو – جورج كو ممثل أمريكي.[29]
- 16 مايو – جون كونيرز سياسي أمريكي.[30]
- 20 مايو – لاري هينيسي[31]
- 23 مايو – مارفن تشومسكي[32]
- 25 مايو – بيفرلي سيلز[33]

### يونيو
- 1 يونيو – جيمس بيلينغتون[34]
- 2 يونيو – خوان إيفانجليستا فينيغاس
- 3 يونيو – تشاك باريس[35]
- 10 يونيو – إدوارد أوسبورن ويلسون[36]
- 10 يونيو – جيمس ماكديفيت رائد فضاء أمريكي.[37]
- 15 يونيو – ليون جذر جراح من الولايات المتحدة الأمريكية.
- 16 يونيو – رامون بيري ممثل أمريكي.[38]
- 17 يونيو – بد كولينز[39]
- 20 يونيو – إديث وندسور[40]
- 21 يونيو – جويس جاكوبسون كوفمان
- 23 يونيو – جون كارتر[41]
- 24 يونيو – كارولين إس شوميكر عالمة فلك أمريكية.

### يوليو
- 1 يوليو – جيرالد إيدلمان[42]
- 5 يوليو – إد سميث لاعب كرة سلة من الولايات المتحدة الأمريكية.[43]
- 5 يوليو – ماري ماكسويل غيتس
- 16 يوليو – ليو هيتش لاعب كرة سلة أمريكي.[44]
- 19 يوليو – جورج ديمبسي لاعب كرة سلة أمريكي.[45]
- 19 يوليو – ديفيد فنكلشتاين فيزيائي أمريكي.
- 21 يوليو – بوب أورتن الأب مصارع محترف من الولايات المتحدة الأمريكية.[46]
- 26 يوليو – جوزيف جاكسون
- 28 يوليو – جاكلين كينيدي[47]

### أغسطس
- 12 أغسطس – باتريشيا م دريان
- 12 أغسطس – باك أوينز[48]
- 15 أغسطس – ريتشارد لاور
- 16 أغسطس – بيل إيفانس[49]
- 17 أغسطس – أوجي بلنت ممثل أمريكي.
- 17 أغسطس – فرانسيس چاري بوارز طيار من الولايات المتحدة الأمريكية.
- 18 أغسطس – جيمي دافيس
- 27 أغسطس – إيرني باريت لاعب كرة سلة أمريكي.

### سبتمبر
- 2 سبتمبر – هال آشبي[50]
- 3 سبتمبر – مالكولم بيري جراح من الولايات المتحدة الأمريكية.[51]
- 3 سبتمبر – وايتي بولغر مجرم من الولايات المتحدة الأمريكية.[52]
- 4 سبتمبر – ألان لوفليس[53]
- 4 سبتمبر – توماس إيغلتون سياسي أمريكي.[54]
- 5 سبتمبر – بوب نيوهارت[55]
- 7 سبتمبر – جاك تويمان لاعب كرة سلة أمريكي.
- 7 سبتمبر – كلايد لوفيليتي لاعب كرة سلة أمريكي.[56]
- 7 سبتمبر – كيني هوارد فنان من الولايات المتحدة الأمريكية.
- 10 سبتمبر – أرنولد بالمر لاعب غولف من الولايات المتحدة الأمريكية.[57]
- 10 سبتمبر – مايك أوكالاهان سياسي من الولايات المتحدة الأمريكية.[58]
- 15 سبتمبر – موري جيلمان فيزيائي أمريكي.[59]
- 19 سبتمبر – غيرترود بانشفسكي
- 25 سبتمبر – باربرا جيل والترز[60]

### أكتوبر
- 4 أكتوبر – جون ادوارد ماك
- 4 أكتوبر – سكوتي بيكيت[61]
- 5 أكتوبر – ريشارد جوردن رائد فضاء أمريكي.[62]
- 8 أكتوبر – آرثر بزكوير لاعب شطرنج من الولايات المتحدة الأمريكية.
- 10 أكتوبر – ايروين أولا شابيرو
- 13 أكتوبر – ريتشارد هوارد[63]
- 15 أكتوبر – أرت جيمس ممثل من الولايات المتحدة الأمريكية.
- 16 أكتوبر – والت مايكلز لاعب كرة قدم أمريكية من الولايات المتحدة الأمريكية.
- 21 أكتوبر – أورسولا لي جوين
- 21 أكتوبر – جورج ستني[64]
- 25 أكتوبر – جورج بي فيلد عالم فلك أمريكي.[65]
- 26 أكتوبر – رالف بولسون لاعب كرة سلة من الولايات المتحدة الأمريكية.

### نوفمبر
- 2 نوفمبر – راشيل أميس[66]
- 2 نوفمبر – عمار بوز
- 6 نوفمبر – جون سكويب ممثلة أمريكية.[67]
- 8 نوفمبر – بيرت بيرنز ملحن أمريكي.[68]
- 9 نوفمبر – سيفرن داردن ممثل أمريكي.[69]
- 12 نوفمبر – غريس كيلي[70]
- 15 نوفمبر – إد أسنر سياسي أمريكي.[71]
- 16 نوفمبر – ديك سورهوف لاعب كرة سلة من الولايات المتحدة الأمريكية.
- 18 نوفمبر – جون مكمارتن[72]
- 18 نوفمبر – جوي فورمان[73]
- 22 نوفمبر – ديفيد روزنهان عالم نفس أمريكي.[74]
- 23 نوفمبر – كيربي مينتر لاعب كرة سلة أمريكي.
- 30 نوفمبر – ديك كلارك[75]

### ديسمبر
- 1 ديسمبر – ديفيد دويل ممثل أمريكي.[76]
- 6 ديسمبر – كينج مودي ممثل أمريكي.
- 9 ديسمبر – جون كاسافيتز[77]
- 17 ديسمبر – وليام سافير صحفي أمريكي.
- 20 ديسمبر – دون سونديرلاج لاعب كرة سلة أمريكي.
- 21 ديسمبر – جون فرانز كيميائي أمريكي.[78]
- 21 ديسمبر – هيرب شيرر لاعب كرة سلة أمريكي.
- 23 ديسمبر – تشيت بيكر[79]

## وفيات

### يناير
- 31 يناير – فرانكلين سمنر ايرل (مواليد 1856)[80]

### فبراير
- 12 فبراير – كاسون فيرغسون (مواليد 1891)[81]

### مارس
- 15 مارس – كلارنس سميث (مواليد 1904)[82]

### مايو
- 18 مايو – ب. ج. كينيدي (مواليد 1858) سياسي أمريكي.

### يونيو
- 2 يونيو – توماس شيبمان ماكراي (مواليد 1851) سياسي أمريكي.[83]
- 25 يونيو – ووستر ريد وارنر (مواليد 1846) مهندس أمريكي.[84]

### يوليو
- 1 يوليو – هنري جونسون (مواليد 1897)[85]
- 3 يوليو – داستن فارنوم (مواليد 1874)[86]
- 12 يوليو – روبرت هنري (مواليد 1865) رسام أمريكي.[87]
- 17 يوليو – وليام هابر (مواليد 1891) ممثل من الولايات المتحدة الأمريكية.[88]

### أغسطس
- 3 أغسطس – ثورستين فيبلين (مواليد 1857)[89]
- 19 أغسطس – مارفل كروسون (مواليد 1904)[90]

### نوفمبر
- 2 نوفمبر – إدي مكجورتي (مواليد 1889) ملاكم من الولايات المتحدة الأمريكية.
- 17 نوفمبر – هيرمان هولليريث (مواليد 1860)[91]
- 18 نوفمبر – جيمس وليام جيد (مواليد 1866) سياسي أمريكي.[92]
- 24 نوفمبر – فرانسيس امروي وارن (مواليد 1844) سياسي من الولايات المتحدة الأمريكية.[93]

### ديسمبر
- 17 ديسمبر – تيد وايلد (مواليد 1889)[94]
- 21 ديسمبر – هنري دي لامار كلايتون، الابن (مواليد 1857) سياسي أمريكي.[95]
- 31 ديسمبر – تشارلز فيلبس تافت (مواليد 1843) سياسي أمريكي.[96]